# 豐田世居
豐田世居位於中華人民共和國廣東省深圳市龍崗區，為坪山黃氏六世祖黃維珍建於清嘉慶四年(1799年)，是一座典型的深圳客家圍屋。